# Белець
Белець, Белеці (рум. Beleți) — село у повіті Арджеш в Румунії. Входить до складу комуни Белець-Негрешть.
Село розташоване на відстані 95 км на північний захід від Бухареста, 17 км на схід від Пітешть, 119 км на північний схід від Крайови, 92 км на південний захід від Брашова.

## Населення
За даними перепису населення 2002 року у селі проживала 681 особа. Усі жителі села рідною мовою назвали румунську.
Національний склад населення села:
| Національність | Кількість осіб | Відсоток |
| -------------- | -------------- | -------- |
| румуни         | 676            | 99,3%    |
| цигани         | 5              | 0,7%     |